# Máximo Valverde
Máximo Carlos González-Valverde Hortal (Sevilla, 14 de novembre de 1944), més conegut com a Máximo Valverde, és un actor de cinema, teatre i televisió espanyol.

## Biografia
El seu nom complet és Máximo Carlos. La seva família és originària de Salteras, on el seu progenitor té un carrer amb el seu nom. El seu pare, Manuel González-Valverde Mateo, va ser president de la Cambra Agrària de Sevilla durant els anys 50. Al costat de la seva esposa, María de Covadonga Hortal García, van tenir nou fills.
Va estudiar fins a quart de Dret a la Universitat de Sevilla.
En la seva primera joventut va provar sort en el món dels toros aconseguint prendre l'alternativa com a matador de toros en Estepona, a les mans de Manuel Benítez «El Cordobés». No obstant això, en 1980 tornaria a vestir-se de llums, debutant com novillero en la plaça de Algesires, i continuaria aquesta activitat esporàdicament durant uns anys. Per sobre de tot es considera torero abans que actor.
El seu debut davant les càmeres es produeix en un paper protagonista en la pel·lícula Fortunata y Jacinta (1970), d'Angelino Fons, encara que inicialment anava a exercir només d'extra en la pel·lícula. Inicia així una trajectòria que aconsegueix certa notorietat en la dècada dels setanta. Valverde recrea en bona part dels títols que se succeeixen en la seva carrera el paper de galant, comptant amb un físic agraciat.
Intervé, entre altres a Una chica casi decente (1971), de Germán Lorente; Hay que educar a papá (1971), de Pedro Lazaga; Españolas en París (1971), de Roberto Bodegas; Las Ibéricas F.C. (1971), de Pedro Masó; Fin de semana al desnudo (1974), de Mariano Ozores, Clara es el precio (1974), de Vicente Aranda, El secreto inconfesable de un chico bien (1976), Manuela (1976), Haz la loca... no la guerra (1976) o Cuando Conchita se escapa no hay tocata (1976), de Luis María Delgado.
La seva presència cinematogràfica, no obstant això, comença a llanguir a partir dels anys vuitanta, quan el seu registre comença a resultar inadequat tant per canvis en els gustos del públic com per la seva pròpia edat.
Des de llavors la seva carrera ha estat desigual, amb alguna aparició en teatre. Així, el 1984 s'uneix a la vedette Tania Doris com a galant en la revista Un reino para Tania. En 2009 es puja de nou als escenaris per a protagonitzar l'obra Tú si que vales, Loli.
En els últims anys ha realitzat també algunes incursions en televisió com les sèries La casa de los líos (1997) a Antena 3 i Plaza Alta (1998-2000) i Arrayán (2003), per Canal Sur o la seva presència als reality shows La isla de los famosos (2003), ¿Cantas o qué? (2006) i Splash! Famosos al agua (2013).

## Filmografia
- Fortunata y Jacinta (1970)
- La cólera del viento (1970)
- La novicia rebelde (1971)
- Una chica casi decente (1971), de Germán Lorente
- Hay que educar a papá (1971), de Pedro Lazaga
- Españolas en París (1971), de Roberto Bodegas
- Las Ibéricas F.C. (1971), de Pedro Masó
- Fin de semana al desnudo (1974), de Mariano Ozores
- Clara es el precio (1974), de Vicente Aranda
- El secreto inconfesable de un chico bien (1976)
- Manuela (1976)
- Haz la loca... no la guerra (1976)
- Cuando Conchita se escapa no hay tocata (1976), de Luis María Delgado.
- Pensione paura (1977) de Francesco Barilli
- Bermude: la fossa maledetta (1978) de Tonino Ricci
- Las alegres chicas de Colsada (1984) de Rafael Gil Álvarez